# Encyclopédie Méthodique, Botanique
Encyclopédie Méthodique, Botanique (abreviado Encycl.) son los libro de botánica de la Encyclopédie Méthodique, escritos por el naturalista francés Jean-Baptiste Lamarck. La enciclopedia comprende ocho volúmenes de los cuales, los volúmenes I, II y III (1783, 1786 y 1789 respectivamente) fueron dirigidos por Lamarck (1783-1789). Los volúmenes 5-8 y el suplemento fueron realizados por Jean Louis Marie Poiret.

## Publicación
- Volúmenes 1-8, 1783-1808; suppls. 1-5, 1810-1817
- Suplemento nº 1 Pages 1-400, 3 Sep 1810; 401-761, 2 May 1811
- Suplemento nª 2 Pages 1-384, 23 Oct 1811; 385-876, 3 Jul 1812
- Suplemento nª 3 Pages 1-368, 24 Sep 1813; 369-780, 3 Sep 1814
- Suplemento nª 5 Pages 1-526, 1 Nov 1817; 527-780, 5 Nov 1817